# Cascina Triulzina
La cascina Triulzina è una cascina posta nel territorio comunale di Pieve Fissiraga. Costituì un comune autonomo fino al 1879.

## Storia
La località fu un antico comune del Contado di Lodi.
In età napoleonica, 1809, Triulzina divenne frazione di Fissiraga.
Recuperò l'autonomia con la costituzione del Regno Lombardo-Veneto, 1815, e fu inserita nel distretto di Sant'Angelo della provincia di Lodi e Crema.
Dopo il Risorgimento, nel 1861, il comune di Trivulzina fece registrare 215 abitanti. Il municipio cessò il 1 agosto 1879 per annessione al nuovo comune di Pieve Fissiraga.